# Ӯ
La Ӯ, minuscolo ӯ, è una lettera dell'alfabeto cirillico. Viene usata oggi nella versione del cirillico per la lingua tagica, dove rappresenta la vocale /ø/. È stata costruita sulla base della lettera cirillica У.